# U-403
U-403 — средняя немецкая подводная лодка типа VIIC времён Второй мировой войны.

## История
Заказ на постройку субмарины был отдан 23 сентября 1939 года. Лодка была заложена 20 мая 1940 года на верфи Данцигер Верфт в Данциге под строительным номером 104, спущена на воду 26 февраля 1941 года, вошла в строй 25 июня 1941 года под командованием оберлейтенанта Хайнца-Эхлерта Клаузена.

### Командиры
- 25 июня 1941 года — 15 июня 1943 года капитан-лейтенант Хайнц-Эхлерт Клаузен
- 16 июня 1943 года — 18 августа 1943 года капитан-лейтенант Карл-Франц Гейне

## История службы
Лодка совершила 7 боевых походов. Потопила 2 судна суммарным водоизмещением 12 946 брт.
Потоплена 18 августа 1943 года в центральной Атлантике неподалёку от Дакара, в районе с координатами 13°42′ с. ш. 17°36′ з. д. глубинными бомбами с французского самолёта типа «Веллингтон». 49 погибших (весь экипаж).
До 1993 года историки считали, что лодка была потоплена 18 августа 1943 года в центральной Атлантике близ Дакара, в районе с координатами 14°11′ с. ш. 17°40′ з. д. глубинными бомбами с британского самолёта типа «Хадсон». Эта атака была произведена против U-403, но лодка обошлась без существенных повреждений.

### Флотилии
- 25 июня — 31 августа 1941 года — 5-я флотилия (учебная)
- 1 сентября 1941 года — 30 июня 1942 года — 7-я флотилия
- 1 июля 1942 года — 28 февраля 1943 года — 11-я флотилия
- 1 марта — 18 августа 1943 года — 9-я флотилия

### Волчьи стаи
U-403 входила в состав следующих «волчьих стай»:
- Falke 11 января — 22 января 1943 года
- Haudegen 22 января — 15 февраля 1943 года
- Rhein 8 — 11 мая 1943 года

### Атаки на лодку
- 6 февраля 1943 года у берегов острова Ньюфаундленд лодка была обстреляна и атакована шестью глубинными бомбами с канадского самолёта типа «Кансо» и получила повреждения средней тяжести.
- 10 мая 1943 года в 18:41 лодка была обстреляна и атакована двумя бомбами с британского самолёта типа «Суордфиш», взлетевшего с HMS Biter (D 97) из эскорта конвоя HX-237. Подлодка повреждений не получила.
- 30 июля 1943 года находящаяся на поверхности лодка в компании с U-43 была атакована самолётами типов «Уайлдкэт» и «Эвенджер» из авиагруппы эскортного авианосца HMS Santee. Обе погрузились, после чего U-403 была атакована двумя глубинными бомбами, а U-43 — самонаводящейся торпедой «Fido». U-403 успешно покинула место атаки, а U-43 погибла со всем экипажем.
- 18 августа 1943 года в Центральной Атлантике близ Дакара, в районе с координатами 14°11′ с. ш. 17°40′ з. д.HGЯO лодку глубинными бомбами атаковал британский самолёт типа «Хадсон». Лодка получила незначительные повреждения, но в тот же день погибла в результате другой атаки.